# Ü

Ilustrace

Ü (minuskule ü) je písmeno latinky. Vyskytuje se v germánských jazycích (němčina, aj.), uralských (maďarština, estonština, aj.) a turkických jazycích (turečtina, aj.), v romštině, francouzštině, španělštině, ajmarštině, mapudungunu, puelčštině, volapüku a mnoho dalších. Znak je složen z písmene U a přehlásky (umlaut) a vyslovuje se většinou jako zavřená přední zaokrouhlená samohláska [y], v ajmarštině jako [uː], v mapudungunu a puelčštině jako zavřená střední nezaokrouhlená samohláska [ɨ]. V jazycích, ve kterých nejsou přehlásky, pak Ü označuje písmeno U s tremou, sloužící k oddělení dvou sousedních samohlásek. Příkladem může být španělština, kde trema rozlišuje mezi gue/güe (vyslovováno jako [ɡe]/[ɡwe]), apod.
Zejména v německém jazykovém prostoru lze nahradit kombinací "U" a "E" - v historickém pravopisu příjmení, anebo např. pro potřeby výpočetní techniky. Německý "zákon o jménech (Nr. 38 NamÄndVwV)" definuje technická omezení plynoucí z "neanglických" znaků jako důvod pro změnu jména. 
V HTML a Unicode mají písmena Ü a ü tyto kódy:
- Ü: &Uuml; (mnemotechnická pomůcka: "U umlaut") – U+00DC
- ü: &uuml; – U+00FC